# Lynx issiodorensis
A Lynx issiodorensis az emlősök (Mammalia) osztályának ragadozók (Carnivora) rendjébe, ezen belül a macskafélék (Felidae) családjába tartozó fosszilis faj.

## Tudnivalók
A Lynx issiodorensis Európában élt, a pleisztocén kor idején. Valószínűleg Afrikában fejlődött ki, a pliocén kor végén. A Würm-glaciális, más néven a legutóbbi jégkorszak alatt halt ki.
A legtöbb őslénykutató szerint, a mai hiúzok őse, a Lynx issiodorensis nevű állat; bár a vörös hiúz (Lynx rufus) és a kanadai hiúz (Lynx canadensis), csak „unoka” szinten, mivel ez a két faj, az eurázsiai hiúz (Lynx lynx) leszármazottjai. Csontváza hasonlóságot mutat a mai hiúzokéval, azonban végtagjai rövidebbek és tömzsibbek, feje nagyobb és nyaka hosszabb, mint az élő fajoké. Testfelépítése miatt, inkább a többi macskafélékre hasonlíthatott, és nem a saját leszármazottaira.

## Mai leszármazottjai

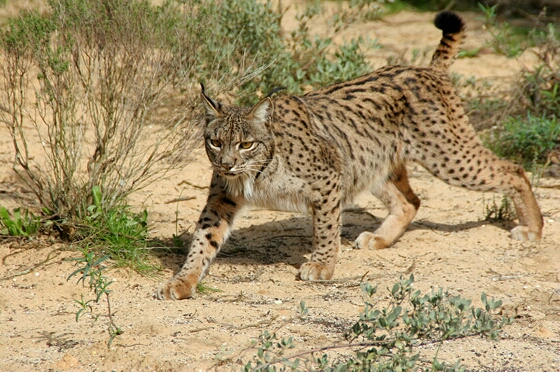
ibériai hiúz (Lynx pardinus)
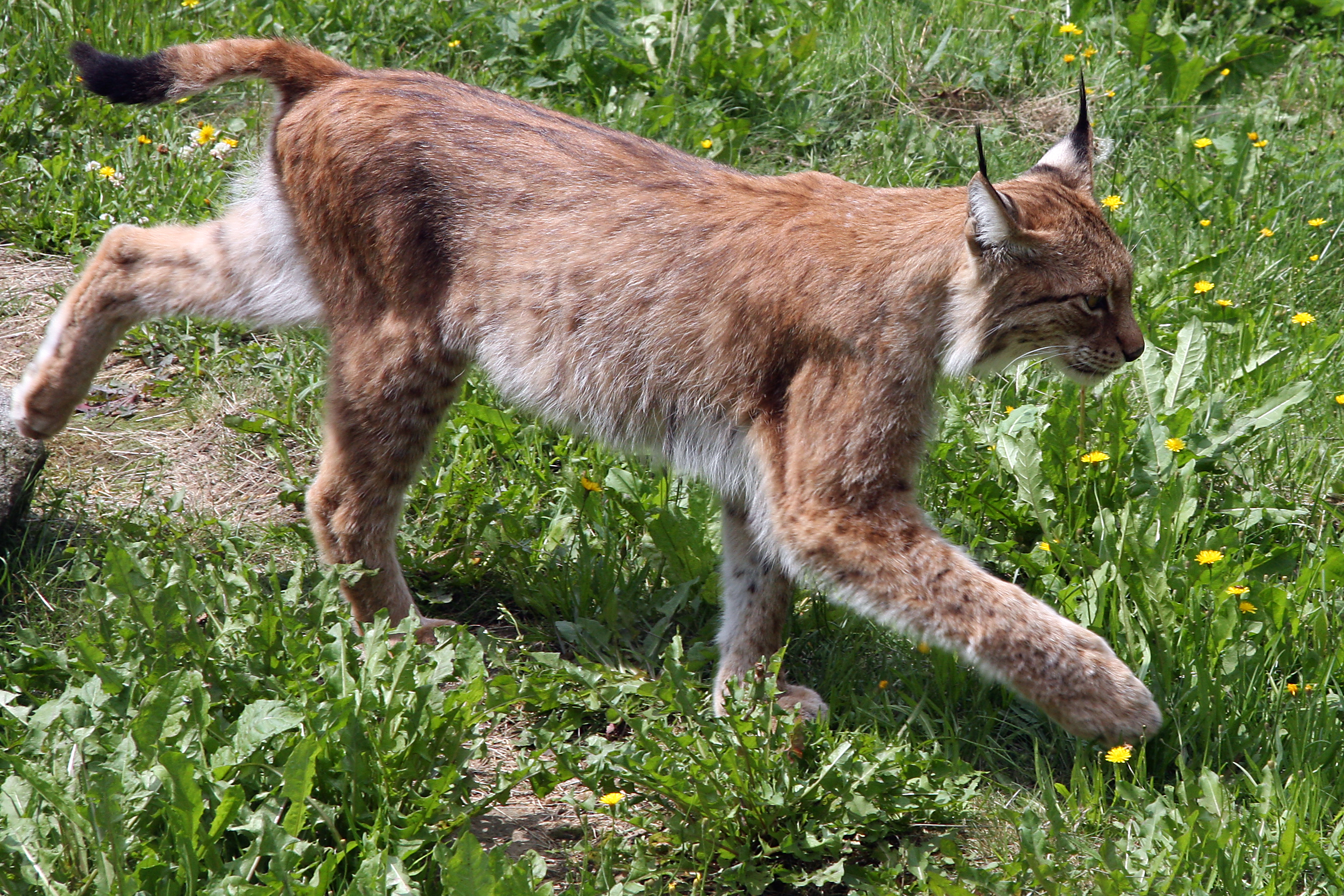
eurázsiai hiúz (Lynx lynx)
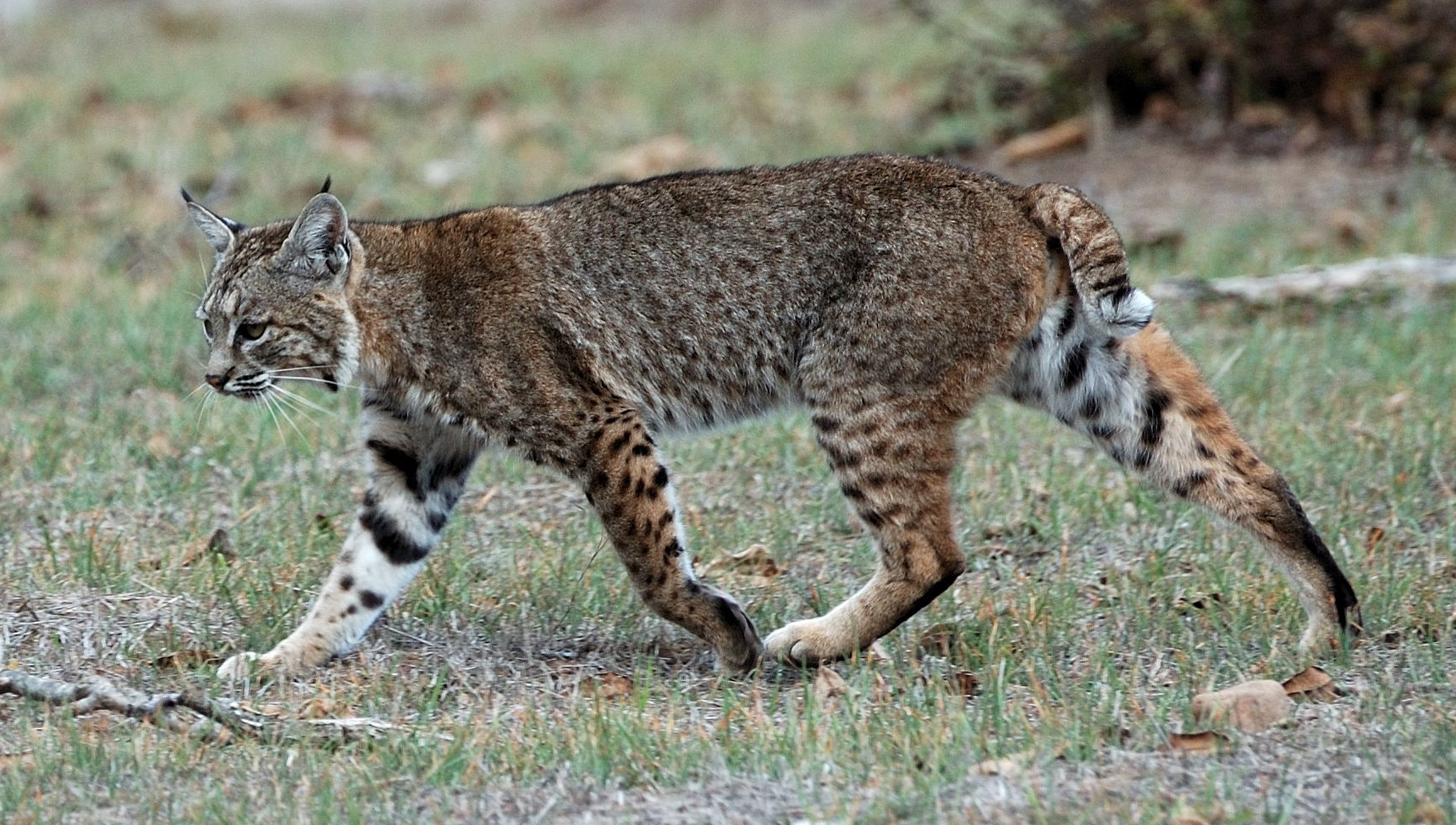
vörös hiúz (Lynx rufus)
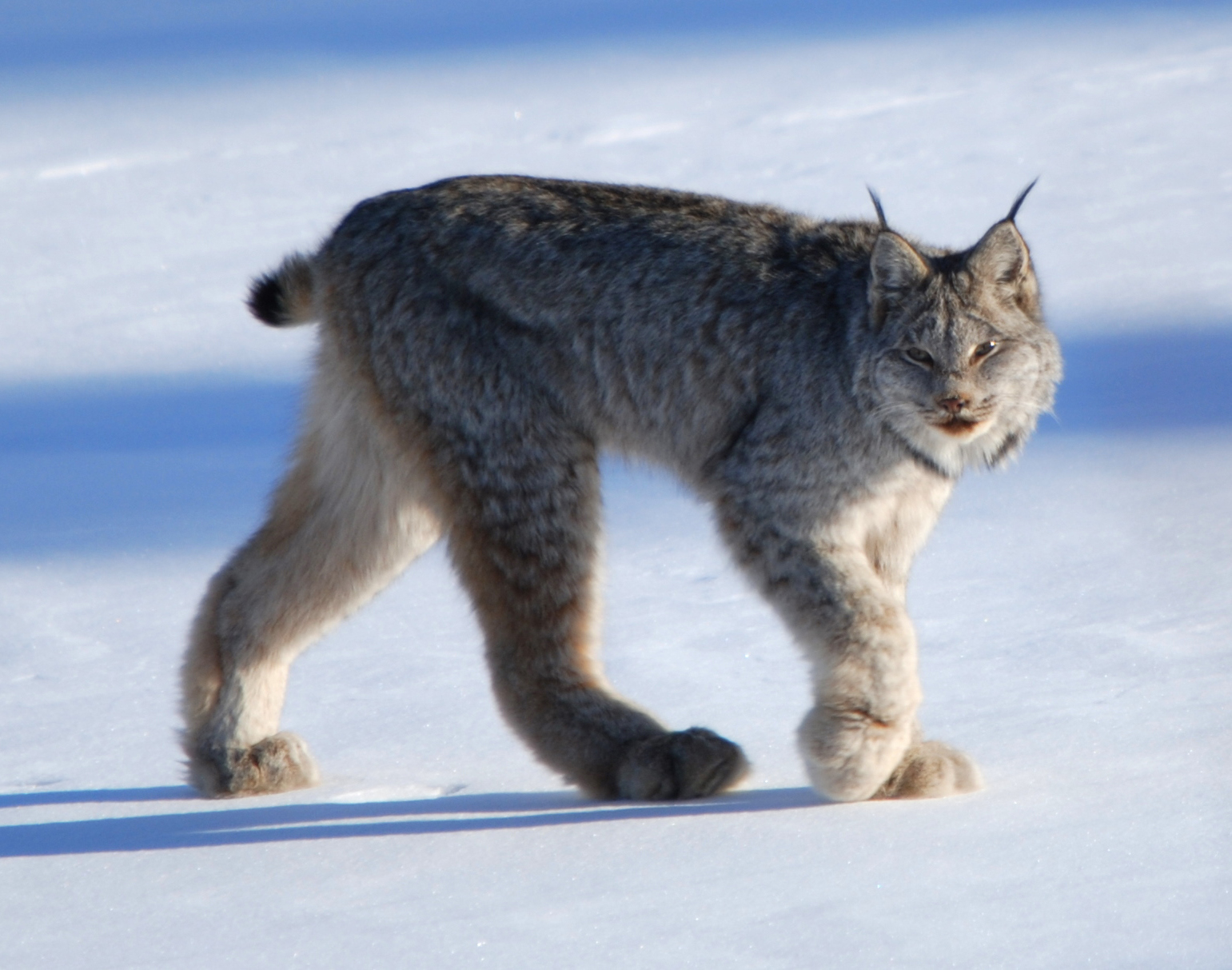
kanadai hiúz (Lynx canadensis)

## Fordítás
- Ez a szócikk részben vagy egészben  a   Lynx issiodorensis című angol Wikipédia-szócikk ezen változatának fordításán alapul.  Az eredeti cikk szerkesztőit annak laptörténete sorolja fel. Ez a jelzés csupán a megfogalmazás eredetét és a szerzői jogokat jelzi, nem szolgál a cikkben szereplő információk forrásmegjelöléseként.